# Agnieszka Samochowiec
Agnieszka Samochowiec (ur. 1971) – polska psycholog, dr hab. nauki o zdrowiu, profesor Instytutu Psychologii Uniwersytetu Szczecińskiego.

## Życiorys
W 1995 ukończyła studia psychologiczne na Uniwersytecie Wrocławskim, 14 stycznia 2009 obroniła pracę doktorską Poszukiwanie psychobiologicznych kryteriów uzależnienia od alkoholu, 10 kwietnia 2013 habilitowała się na podstawie pracy zatytułowanej Psychobiologiczne uwarunkowania uzależnienia od alkoholu u kobiet w odniesieniu do typologii alkoholizmu według Lescha. 10 marca 2020 nadano jej tytuł profesora w zakresie nauk medycznych i nauk o zdrowiu. Została zatrudniona na stanowisku adiunkta w Uniwersyteckim Centrum Edukacji na Uniwersytecie Szczecińskim oraz starszego asystenta w Katedrze i Klinice Psychiatrii na Wydziale Nauk o Zdrowiu Pomorskiego Uniwersytetu Medycznego w Szczecinie.
Objęła funkcję profesora nadzwyczajnego w Instytucie Psychologii na Wydziale Humanistycznym Uniwersytetu Szczecińskiego.
Piastuje stanowisko profesora w Instytucie Psychologii na Uniwersytecie Szczecińskim.